# Harry Potter en de Steen der Wijzen (soundtrack)

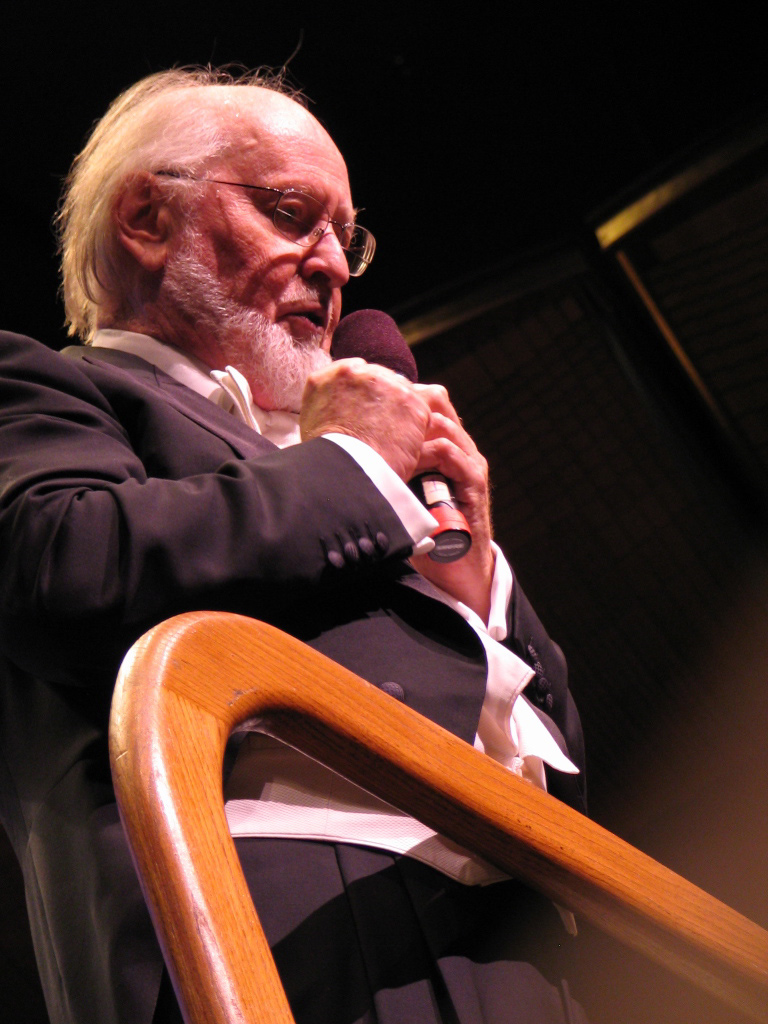
De componist John Williams

De original motion picture soundtrack van de eerste Harry Potter verfilming verscheen op 30 oktober 2001, net voor de release van de film. De muziek werd gecomponeerd en gedirigeerd door John Williams, een gevierd componist die al heel wat grote werken op zijn naam heeft staan. Hij werkte ook aan de muziek van de tweede en derde film. Op 14 december 2001 behaalde het album goud in Canada.
Hedwig's Theme is het belangrijkste nummer dat voor de films werd gecomponeerd en het nummer dat door de meeste mensen wordt geassocieerd met de Harry Potter-films. Het werd in alle 8 films gebruikt als 'main theme', maar het wordt doorgaans ook gebruikt in de populaire cultuur via games, ringtones, filmtrailers en vele andere vormen van multimedia.

## Nummers
| Nr.: | Titel:                                                       | Duur: |
| ---- | ------------------------------------------------------------ | ----- |
| 1    | Prologue                                                     | 2:12  |
| 2    | Harry's Wondrous World                                       | 5:20  |
| 3    | The Arrival of Baby Harry                                    | 4:25  |
| 4    | Visit to the Zoo and Letters from Hogwarts                   | 3:23  |
| 5    | Diagon Alley and the Gringotts Vault                         | 4:06  |
| 6    | Platform Nine-and-Three-Quarters and the Journey to Hogwarts | 3:13  |
| 7    | Entry into the Great Hall and the Banquet                    | 3:42  |
| 8    | Mr. Longbottom Flies                                         | 3:34  |
| 9    | Hogwarts Forever! and the Moving Stairs                      | 3:46  |
| 10   | The Norwegian Ridgeback and a Change of Season               | 2:47  |

| Nr.: | Titel:                                       | Duur: |
| ---- | -------------------------------------------- | ----- |
| 11   | The Quidditch Match                          | 8:28  |
| 12   | Christmas at Hogwarts                        | 2:55  |
| 13   | The Invisibility Cloak and the Library Scene | 3:16  |
| 14   | Fluffy's Harp                                | 2:38  |
| 15   | In the Devil's Snare and the Flying Keys     | 2:20  |
| 16   | The Chess Game                               | 3:48  |
| 17   | The Face of Voldemort                        | 6:10  |
| 18   | Leaving Hogwarts                             | 2:13  |
| 19   | Hedwig's Theme                               | 5:10  |

## Hitnoteringen

### NPO Klassiek Filmmuziek Top 200
| Als Harry Potter 1 t/m 3 in de NPO Klassiek Filmmuziek Top 200 | Als Harry Potter 1 t/m 3 in de NPO Klassiek Filmmuziek Top 200 | Als Harry Potter 1 t/m 3 in de NPO Klassiek Filmmuziek Top 200 | Als Harry Potter 1 t/m 3 in de NPO Klassiek Filmmuziek Top 200 | Als Harry Potter 1 t/m 3 in de NPO Klassiek Filmmuziek Top 200 | Als Harry Potter 1 t/m 3 in de NPO Klassiek Filmmuziek Top 200 | Als Harry Potter 1 t/m 3 in de NPO Klassiek Filmmuziek Top 200 | Als Harry Potter 1 t/m 3 in de NPO Klassiek Filmmuziek Top 200 | Als Harry Potter 1 t/m 3 in de NPO Klassiek Filmmuziek Top 200 | Als Harry Potter 1 t/m 3 in de NPO Klassiek Filmmuziek Top 200 | Als Harry Potter 1 t/m 3 in de NPO Klassiek Filmmuziek Top 200 |
| Jaar                                                           | 2016                                                           | 2017                                                           | 2018                                                           | 2019                                                           | 2020                                                           | 2021                                                           | 2022                                                           | 2023                                                           | 2024                                                           | 2025                                                           |
| -------------------------------------------------------------- | -------------------------------------------------------------- | -------------------------------------------------------------- | -------------------------------------------------------------- | -------------------------------------------------------------- | -------------------------------------------------------------- | -------------------------------------------------------------- | -------------------------------------------------------------- | -------------------------------------------------------------- | -------------------------------------------------------------- | -------------------------------------------------------------- |
| Positie                                                        | 23                                                             | 20                                                             | 9                                                              | 5                                                              | 8                                                              | 8                                                              | 10                                                             | 8                                                              | 8                                                              | 9                                                              |

## Prijzen
| Nominaties:                                                        | Nominaties:   | Nominaties: |
| ------------------------------------------------------------------ | ------------- | ----------- |
| Academy Award voor Best Music, Original Score                      | John Williams |             |
| BMI Film Music Award                                               | John Williams |             |
| Grammy Award voor Best Score Soundtrack Album for a Motion Picture | John Williams |             |
| PFCS Award voor Best Original Score                                | John Williams |             |